# Kogula
Koordinaten: 58° 17′ N, 22° 17′ O
Kogula ist ein Dorf (estnisch küla) auf der größten estnischen Insel Saaremaa. Es gehört zur Landgemeinde Saaremaa (bis 2017: Landgemeinde Lääne-Saare) im Kreis Saare. Kogula ist nicht zu verwechseln mit Valjala-Kogula, das ebenfalls auf der Insel Saaremaa liegt und bis 2017 Kogula hieß.

## Einwohnerschaft und Lage
Das Dorf hat zwanzig Einwohner (Stand 1. Januar 2016).
Der Ort liegt 31 Kilometer nordöstlich der Inselhauptstadt Kuressaare. Er wurde erstmals 1645 urkundlich erwähnt.